# Erythemis collocata
Die Erythemis collocata ist eine Libellenart der Gattung Erythemis aus der Unterfamilie Sympetrinae. Ihr Verbreitungsgebiet erstreckt sich über den Westen der USA und Mexiko. Der Status der Art ist teilweise umstritten, und sie wird von manchen als Unterart Erythemis simplicicollis collocata angesehen. In den neuesten Veröffentlichungen gilt sie aber derzeit wieder als eigenständige Art.

## Merkmale

### Bau der Imago
Das Gesicht der Erythemis collocata ist wie der Thorax grün, allerdings werden die Männchen mit dem Alter aschblau. Diese Umfärbung beginnt mit dem Abdomen, endet am Thorax und dauert mit insgesamt 17 Zwischenstufen zwei bis drei Wochen. Das Abdomen ist bei vor der Umfärbung der Männchen, wie auch bei den Weibchen, schwarz mit grünen Flecken auf den Segmenten vier bis sechs. Die Cerci sind schwarz.
Ausgewachsen erreichen die Tiere eine Länge zwischen 39 und 42 Millimetern, wovon das Abdomen 23 bis 30 Millimeter einnimmt. Die Flügel erreichen eine Größe zwischen 30 und 33 Millimeter und sind durchsichtig. Das Tier besitzt elf bis zwölf Antenodaladern sowie neun Postnodaladern.

### Bau der Larven
Die Larven erreichen Längen zwischen 15 und 17 Millimetern und sind grün gefärbt. Ihr Abdomen ist rund geformt und weist keine Borsten und Stacheln auf.

## Ernährung
Die Larven ernähren sich von im Wasser lebenden Insekten, wie Moskito und Fliegen-Larven. Sie fressen aber auch kleine Fische und Kaulquappen. Die ausgewachsenen Tiere fressen von Termiten, über Motten, Schmetterlinge bis hin zu Moskitos alle fliegenden Insekten, die keine zu starke Panzerung haben.

## Wissenschaftliche Beschreibung
Die erste Beschreibung der Art lieferte Hermann August Hagen unter dem Namen Mesothemis collocata 1861 anhand eines Männchens aus Texas. Der Holotyp befindet sich heute im Louis Agassiz Museum of Comparative Zoology. Während Philip Powell Calvert die Art als Variation einstufte, stufte Richard Anthony Muttkowski sie 1910 gleich zur Unterart herab. Diese Einstufung als Unterart griff auch Friedrich Ris 1911 auf. Spätere Beschreibungen sehen Erythemis collocata allerdings wieder als eigenständige Art.